# Unión Platense S.R.L.
Unión Platense S.R.L. es una empresa de ómnibus especializada en transporte, fundada en 1938 en la Ciudad de La Plata.

## Servicios
Actualmente opera las siguientes líneas de colectivo:
| Línea         | Empresa                                                                   | Cabeceras                                                    |
| ------------- | ------------------------------------------------------------------------- | ------------------------------------------------------------ |
| 202           | Transporte La Unión S.R.L.                                                | Berisso - La Plata                                           |
| 214           | Unión Platense S.R.L.                                                     | La Plata - Berisso                                           |
| 217           | Unión Platense S.R.L.                                                     | La Plata-Azul-G. Lamadrid                                    |
| 273 "273 TOP" | Unión Platense S.R.L.                                                     | La Plata - Berazategui                                       |
| 290           | Unión Platense S.R.L.                                                     | La Plata - Brandsen - Monte - Las Flores                     |
| 340           | Unión Platense S.R.L.                                                     | Magdalena - La Plata - Brandsen - Ranchos - General Belgrano |
| 411           | Expreso La Plata Buenos Aires S.A. (Expreso)                              | La Plata - Magdalena - Pipinas                               |
| 417           | Unión Platense S.R.L.                                                     | La Plata -Mar del Plata-Miramar                              |
| 418           | Unión Platense S.R.L.                                                     | La Plata - Berazategui                                       |
| N             | Unión Platense S.R.L.                                                     | La Plata                                                     |
| S             | Unión Platense S.R.L.                                                     | La Plata                                                     |
| E             | Expreso(Unión Platense S.R.L.)- Micro Express                             | La Plata                                                     |
| 518           | Expreso(Unión Platense S.R.L.)                                            | Aeropuerto La Plata - República de los niños                 |
| 520           | Unión Platense S.R.L.                                                     | La Plata                                                     |
| UNI           | Unión Platense S.R.L., Empresa Línea Siete S.A.T. y Nueve de Julio S.A.T. | La Plata                                                     |

## Incidentes
- Julio de 2014: Un auto conducido por un adolescente de 13 años chocó con un colectivo de la Línea Norte en Gonnet. Dejó el saldo de 1 muerto y 6 heridos.[6]
- Diciembre de 2014: Arriba de un colectivo de la Línea 273, una chica de 20 años fue encontrada robándole un teléfono celular a otra joven y los otros pasajeros que iban arriba del colectivo la obligaron a devolverlo. El intento de robo fue grabado por otro pasajero.[7]
- 14 de enero de 2015: Una unidad de la Línea 290 que partió de Brandsen a las 16.20 horas se incendió por completo en 44 entre 184 y 185. El micro no tenía matafuegos.[8]

## Imágenes

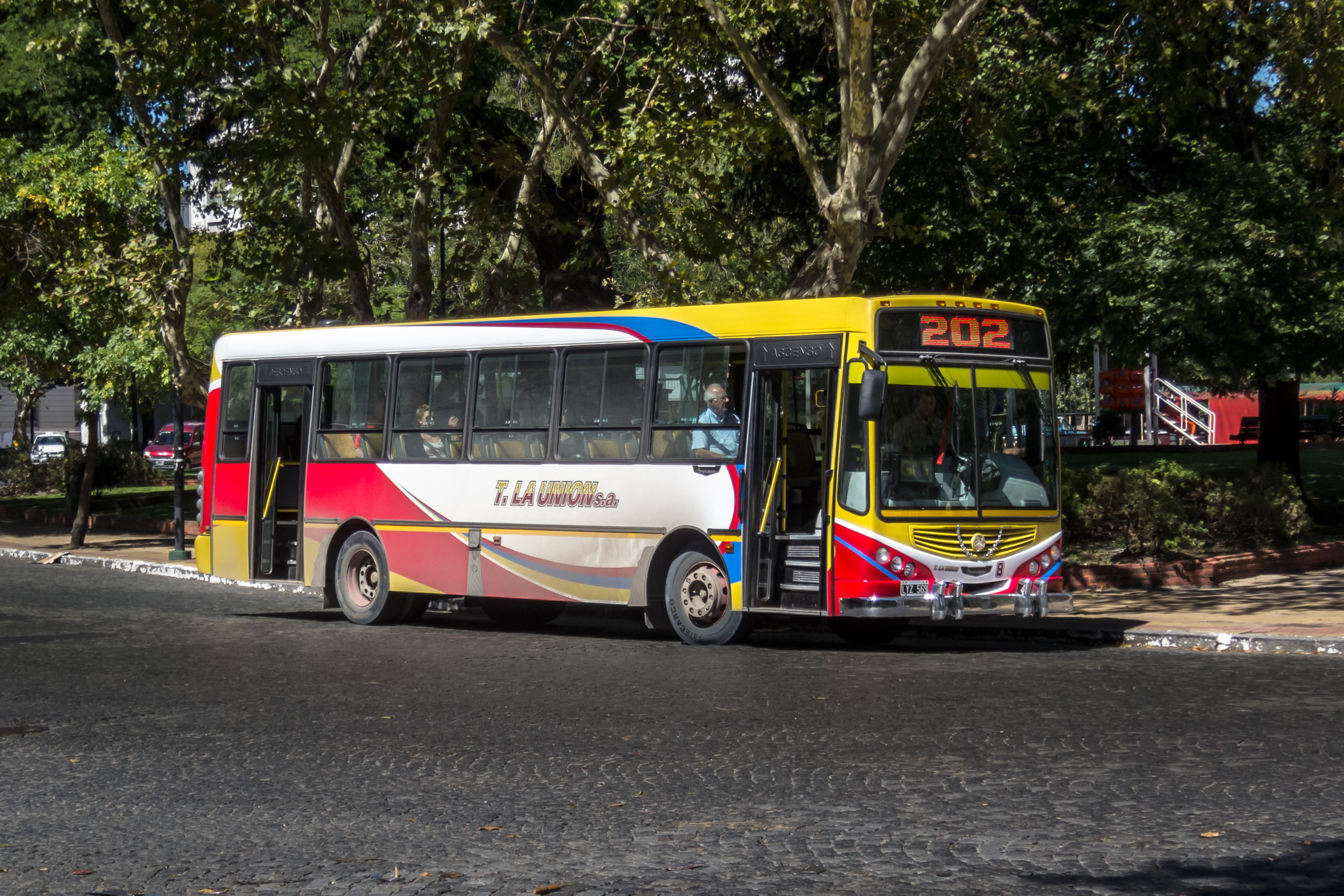
Línea 202
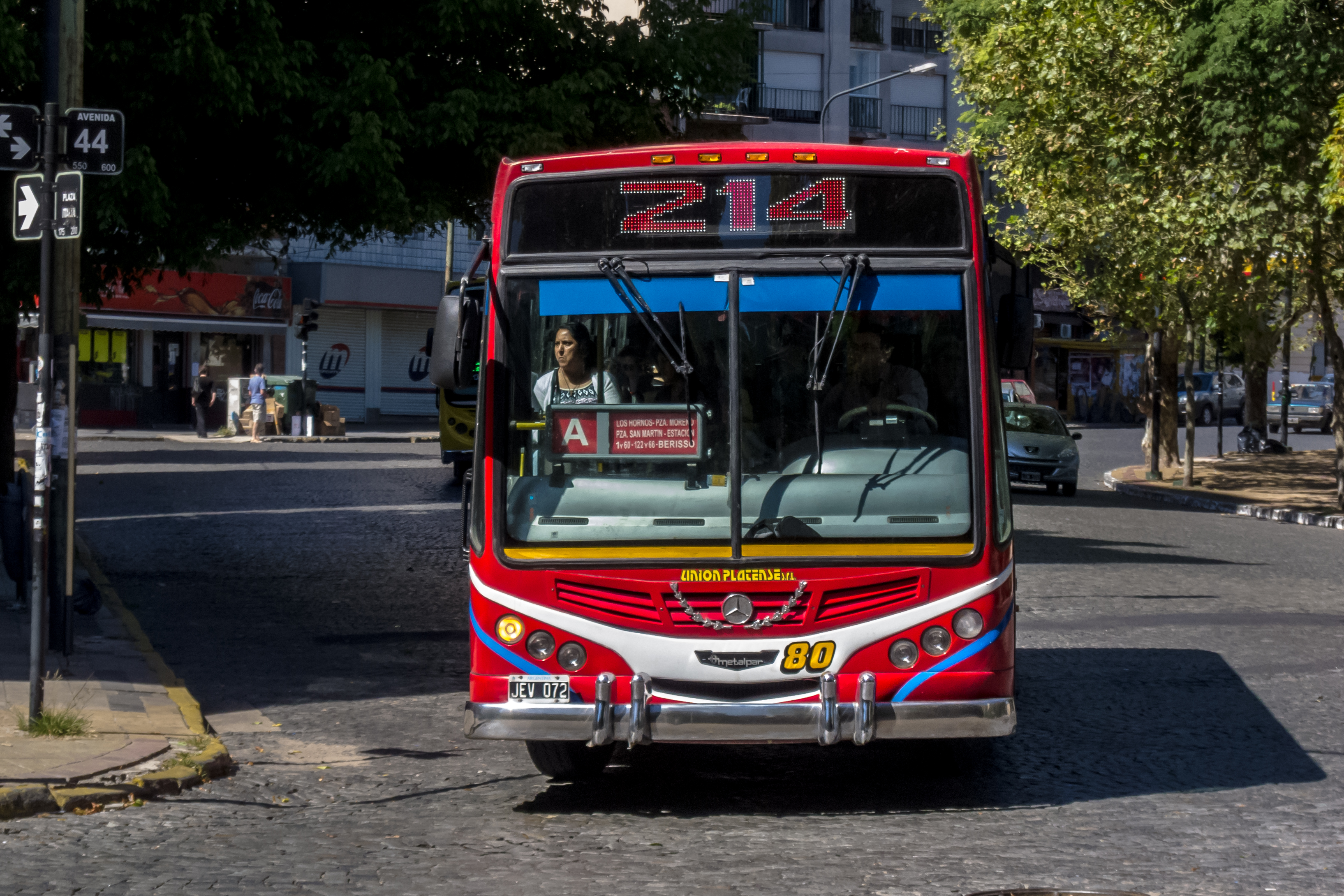
Línea 214
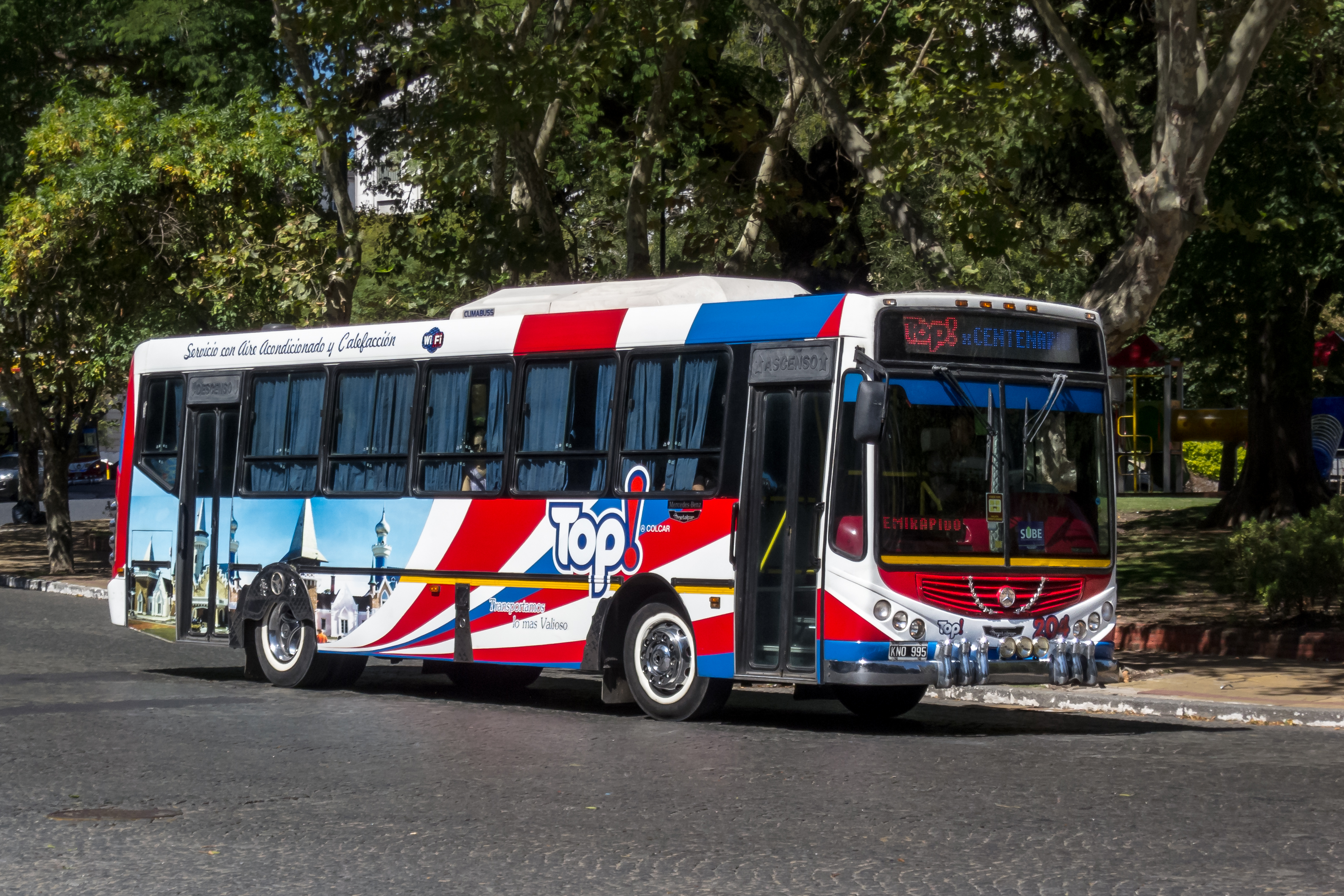
Línea 273 TOP
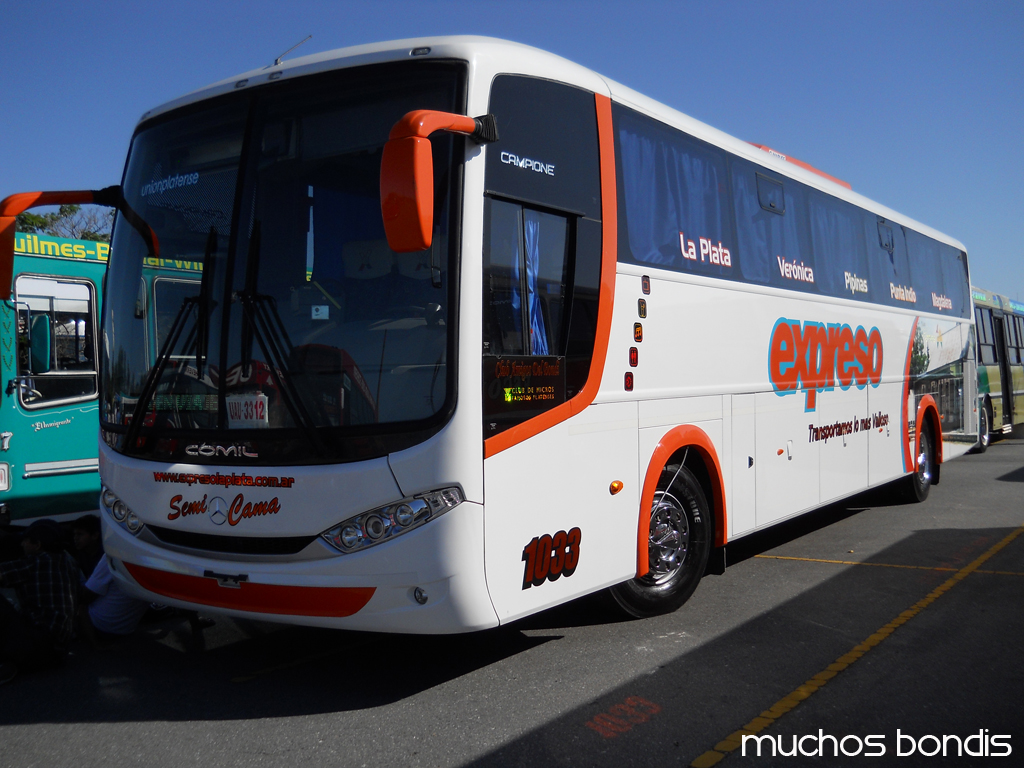
Línea 411
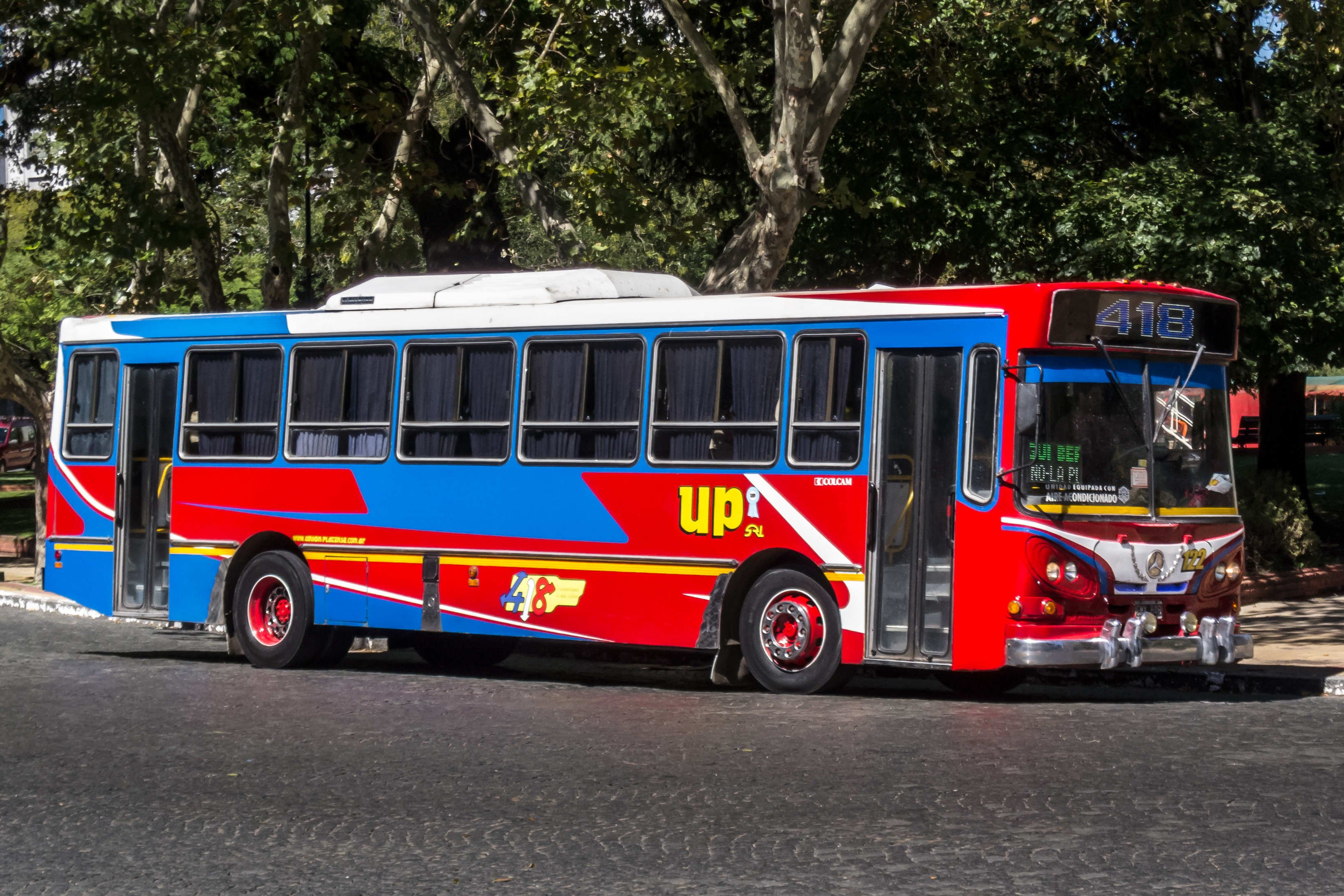
Línea 418
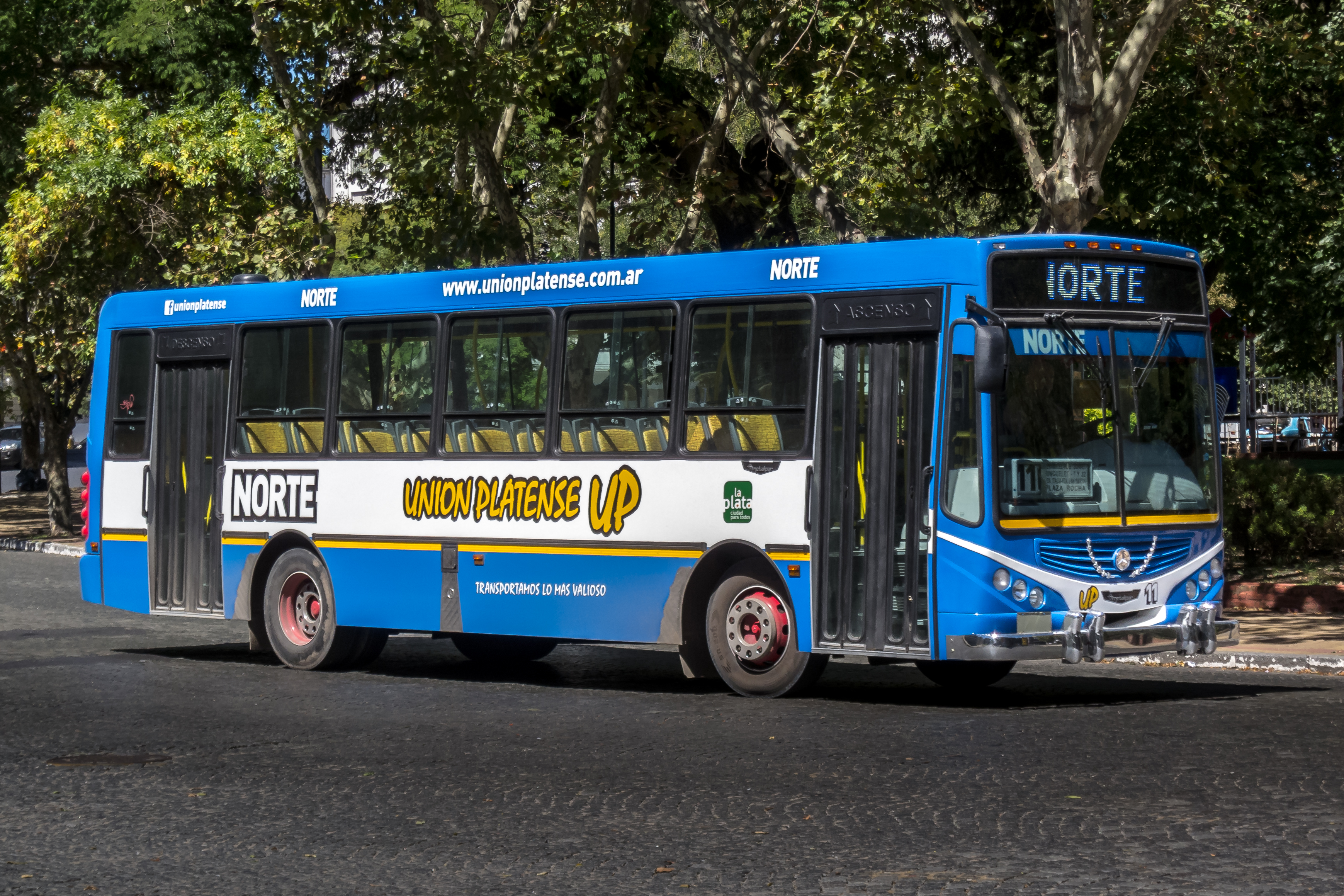
Línea Norte
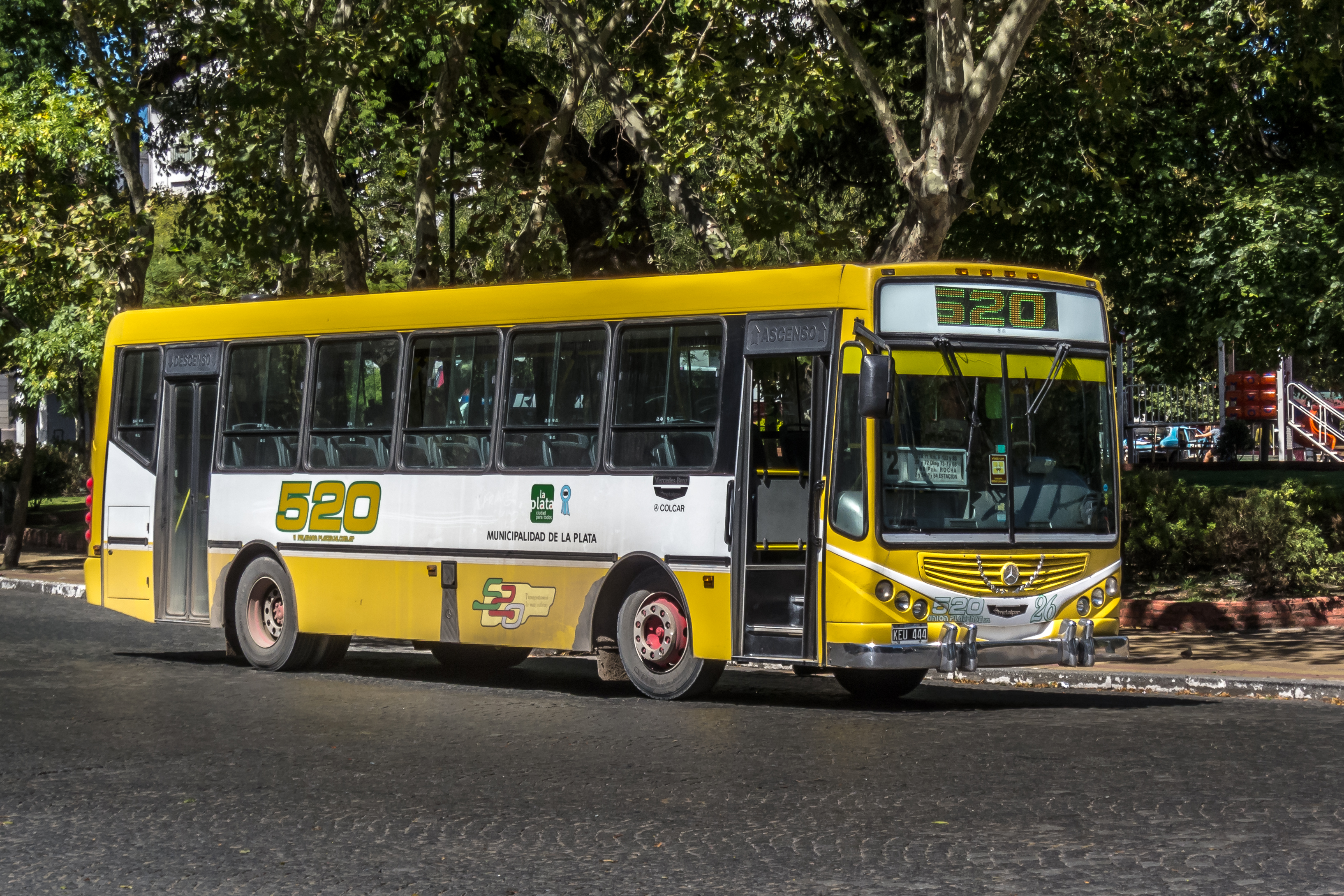
Línea 520